# Charles-Théodore Frère
Pour les articles homonymes, voir Frère (homonymie).
Charles-Théodore Frère, dit Frère Bey, né le 21 juin 1814 à Paris, où il est mort le 24 mars 1888, est un peintre orientaliste français.
Il a pour frère cadet Pierre-Édouard Frère (1819-1886), qui est un peintre de scènes de la vie populaire.

## Biographie

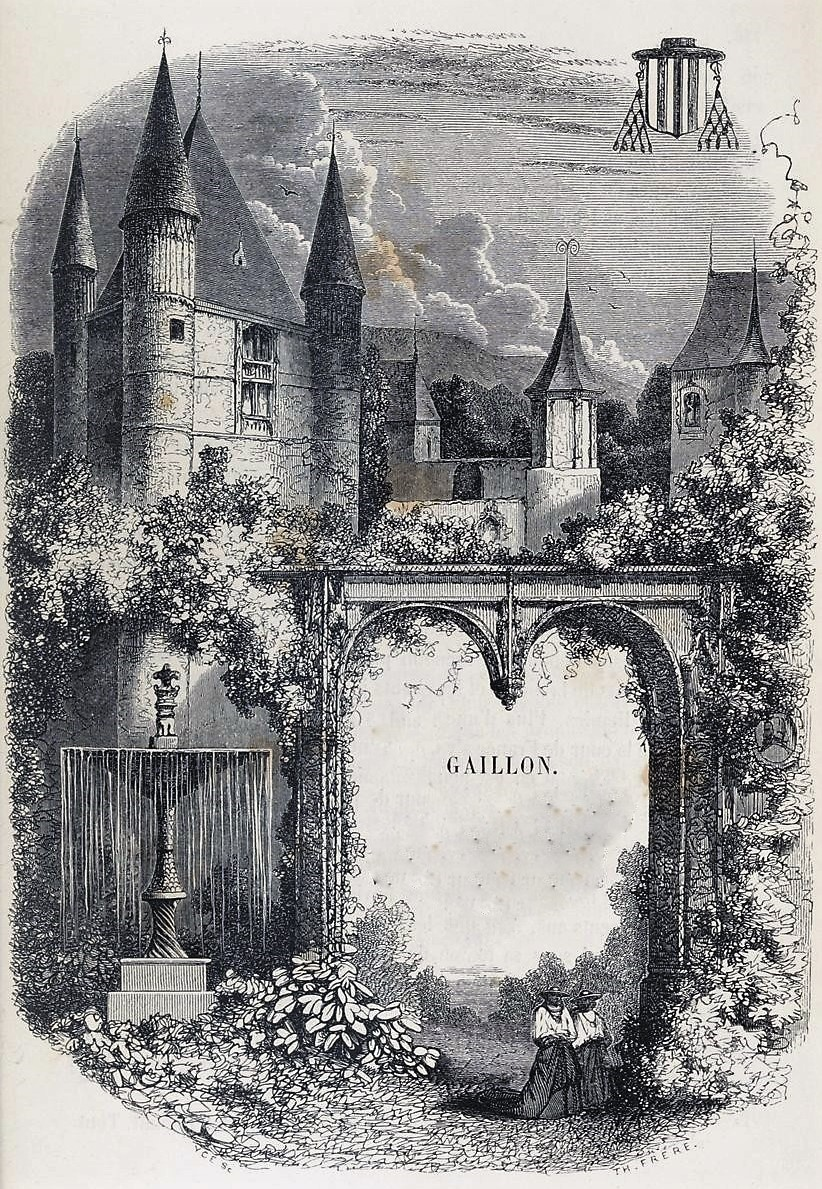
Château de Gaillon, illustration pour Châteaux et ruines historiques de France d'Alexandre de Lavergne (1845).

Fils aîné d’un éditeur de musique parisien, Charles-Théodore Frère est un élève de Jules Coignet et de Camille Roqueplan. Après ses études, il voyage à travers la France : Alsace, Auvergne, Normandie. Ses voyages en Afrique et au Moyen-Orient l'amèneront vers la peinture orientaliste.
Installé en 1836 à Alger, il part en 1837 avec l'armée pour Constantine, prise le 13 octobre, et ne rentre à Paris qu’en 1839. Tout comme son jeune frère, c’est un peintre prolifique. Il réalise des toiles pour le roi de Wurtemberg au cours de ce premier voyage en Algérie. Vers 1851, il voyage au Moyen-Orient, visite Malte et la Grèce, l'Égypte et l'Empire ottoman. C'est un des rares peintres à représenter Beyrouth, Damas et Palmyre. Vers 1853, il installe un atelier au Caire et devient le peintre de la cour. Le vice-roi d’Égypte l'élève au rang de bey. Il est promu officier de l'ordre du Médjidié de l'Empire ottoman.
En 1869, il fait partie de la suite de l'impératrice Eugénie qui voyage en Orient à l'occasion de l'ouverture du canal de Suez, en compagnie de Narcisse Berchère, Eugène Fromentin, Jean-Léon Gérôme et de Charles de Tournemine. Elle lui commande une série d'aquarelles, qui ne furent pas remises à l’impératrice du fait de la guerre de 1870 et échurent à la marquise de la Puisaye, amie et également élève de l'artiste qui hérita de l'intégralité de son fonds d'atelier à sa mort. 
Claude Monet et Eugène Boudin admiraient son travail.
Son tableau Coucher de soleil aux bords du Nil a été exposé au Salon de Paris de 1877.

## Œuvres dans les collections publiques
États-Unis

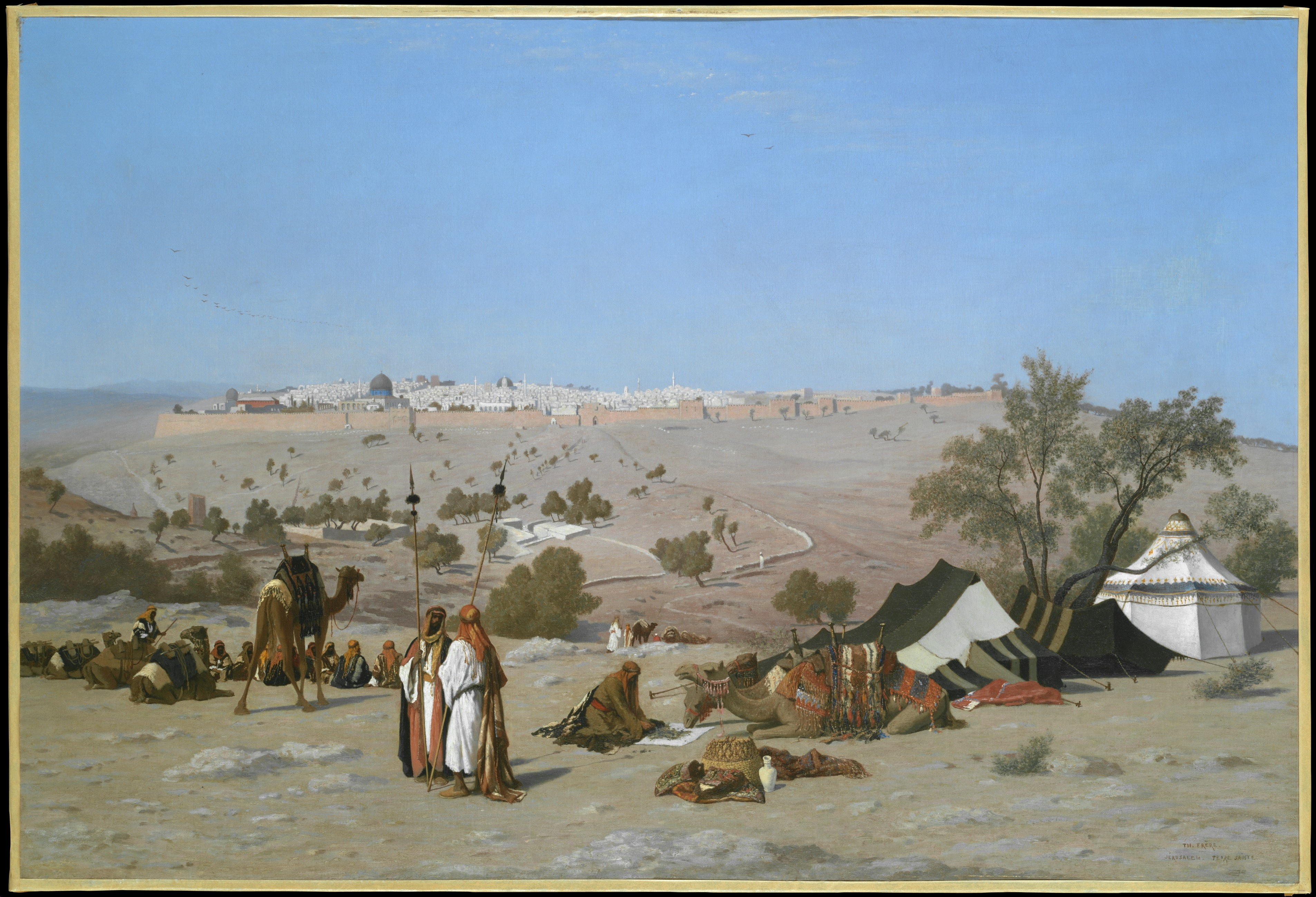
Jérusalem vu du mont des Oliviers (vers 1881), New York, Metropolitan Museum of Art

- Baltimore, Walters Art Museum : Arabes à la prière, aquarelle.
- Boston, musée des Beaux-Arts :
  - Le Chameau[4] ;Le Chameau, musée des Beaux-Arts de Boston.
  - Scène de marché au Caire[5].

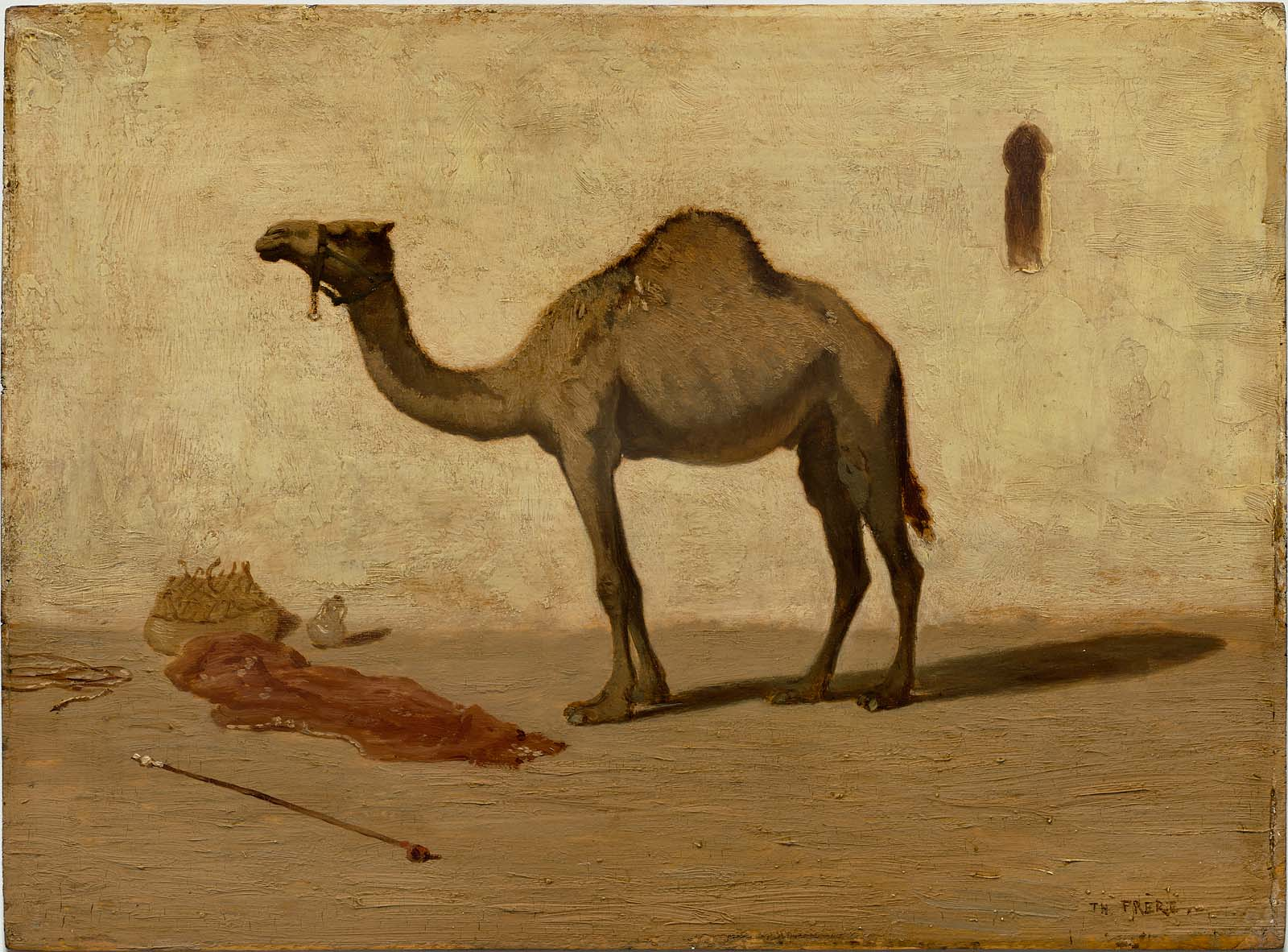
Le Chameau, musée des Beaux-Arts de Boston.

- Brunswick, Bowdoin College Museum of Art (en) : Rue du Caire[6].
- New York :
  - Metropolitan Museum of Art : Jérusalem vu du mont des Oliviers[7].
  - musée d'art Dahesh :
    - Les Bords du Nil, au Caire ;
    - Un marché arabe en dehors du Caire.

France
- Bagnères-de-Bigorre, musée Salies :
  - La Caravane ;
  - Vue du Caire ;Vue du Caire, Bagnères-de-Bigorre, musée Salies.

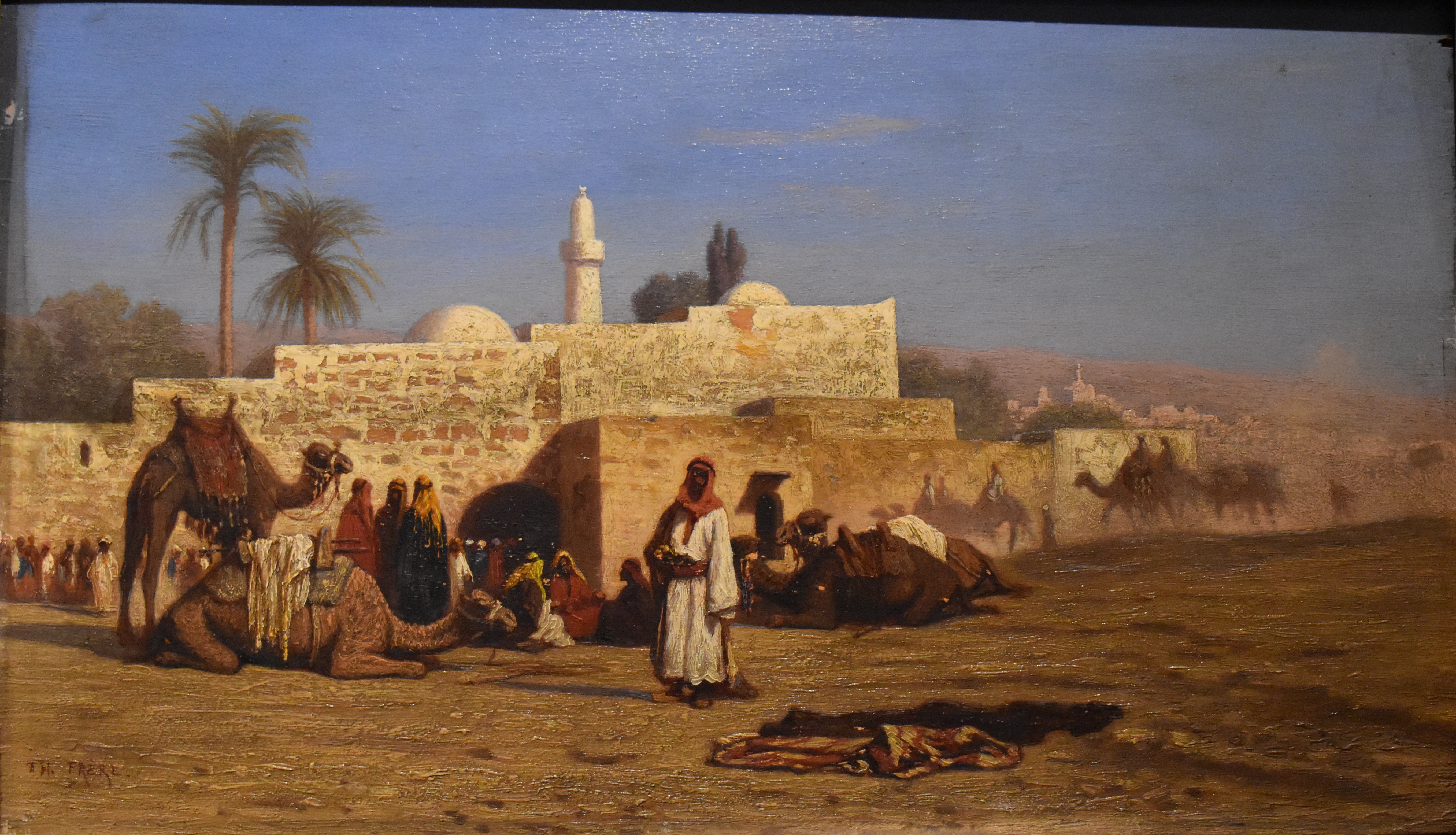
Vue du Caire, Bagnères-de-Bigorre, musée Salies.

- Bordeaux, musée des Beaux-Arts : Paysage d’Orient[8].
- Cognac, musée d'Art et d'Histoire : Désert de Palmyre.
- Dijon, musée Magnin : 
  - L’Étang au fond du parc[9] ;
  - Vue d’une mosquée[10] ;
  - Les Abords de la ville au matin[11] ;
- Honfleur, musée Eugène-Boudin.
- Laval, musée du Vieux-Château : Ruines de Karnac à Thèbes[12].
- Marseille, musée des Beaux-Arts : L’Île de Philae[13].
- Narbonne, musée d'Art et d'Histoire :
  - Paysage d'Algérie[14] ;Paysage d'Algérie (1838), musée d'Art et d'Histoire de Narbonne.

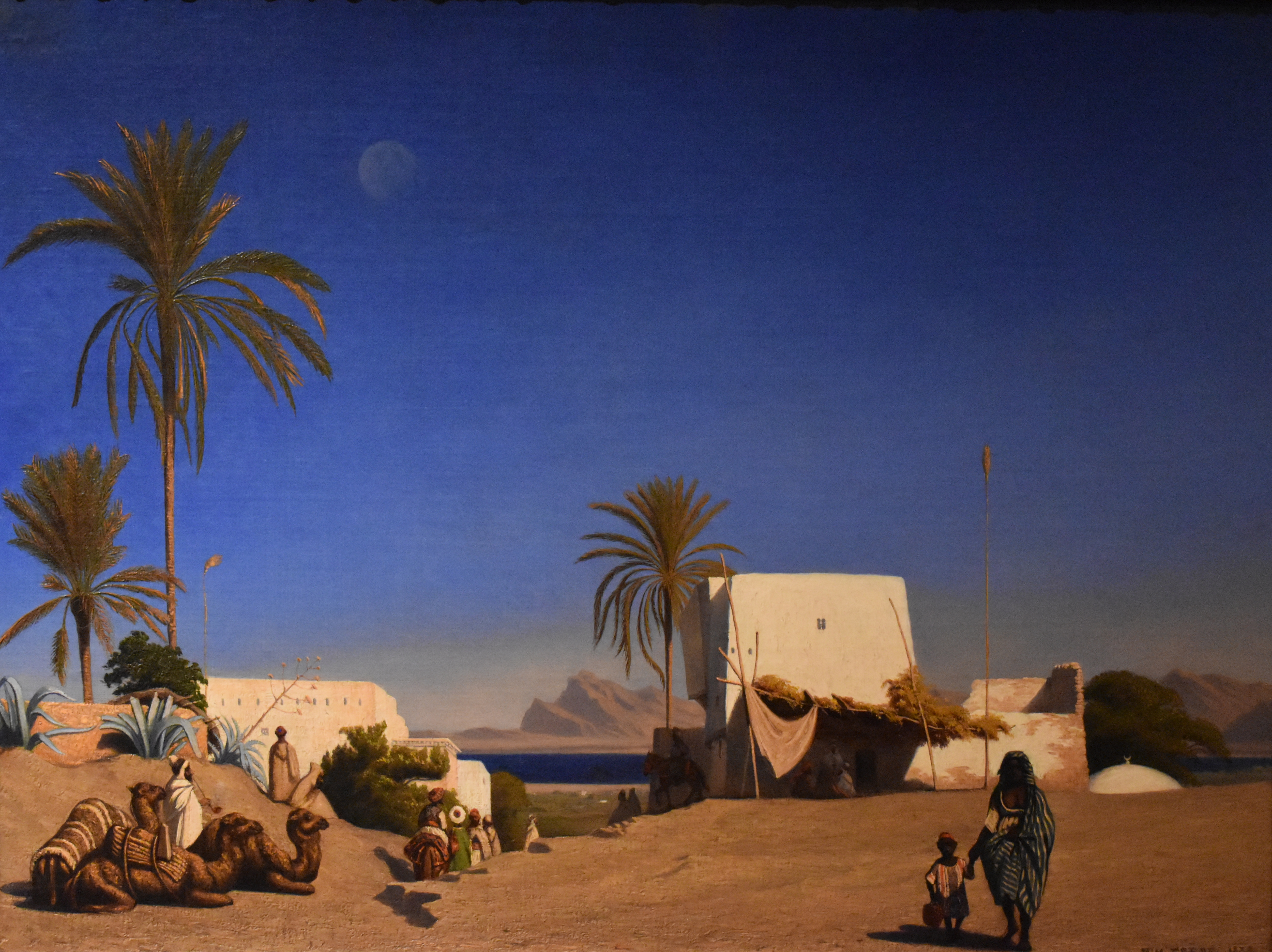
Paysage d'Algérie (1838), musée d'Art et d'Histoire de Narbonne.

  - Femme orientale à la fontaine[15] ;Femme orientale à la fontaine (1838), musée d'Art et d'Histoire de Narbonne.

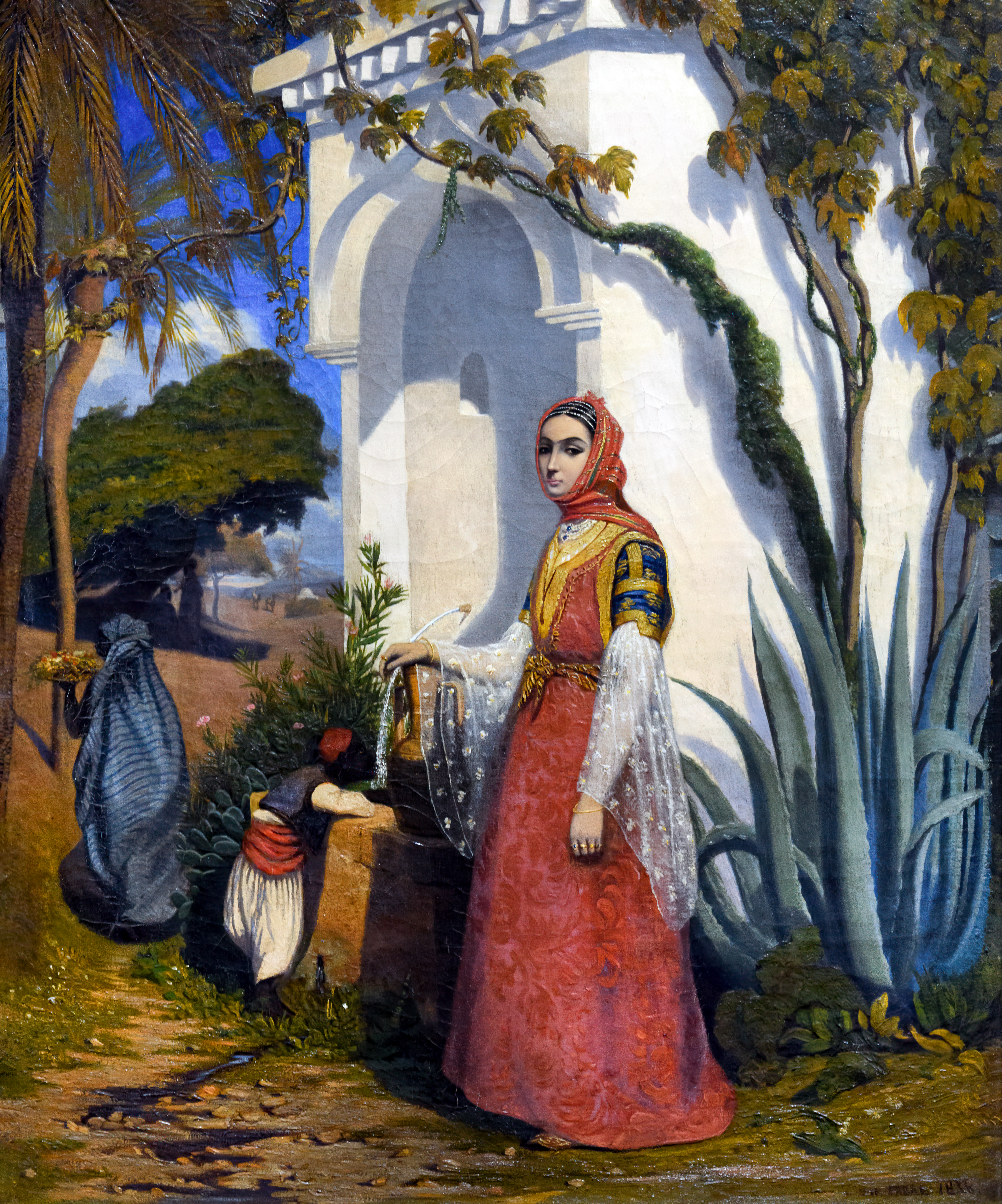
Femme orientale à la fontaine (1838), musée d'Art et d'Histoire de Narbonne.

  - Chameaux le soir dans la clairière[16].
  - La halte des chameliers au caravansérail [17]
- Nevers, musée de la Faïence et des Beaux-Arts : La Prise de Constantine[18].
- Paris, musée du quai Branly :
  - Intérieur d’un café à Boyh Deré près de Constantinople ;
  - Sous les palmiers ;
  - Halte de caravane au Caire ;
- Pau, musée des Beaux-Arts : Entrée du bazar à Damas[19].
- Reims, musée des Beaux-Arts : 
  - Caravanes traversant le désert[20].
  - Arabes au repos[21]
  - Au Khan Kalil[22]
- Rennes, musée des Beaux-Arts : Rue Macke au Caire[23].
- Roubaix, La Piscine : Le Sultan.
- Senlis, musée d'Art et d'Archéologie :
  - Vue d’un château, dessin [24] ;
  - Ruines d’une église, dessin [25] ;
  - Ruines d’un château, dessin [26].
- Trouville, musée de Trouville - Villa Montebello : La Plage de Trouville.

Grèce
- Athènes, Pinacothèque nationale : Constantinople[27].

Royaume-Uni
- Barnsley, Cooper Gallery : Café Galata à Constantinople.
- comté de Durham, Bowes Museum : Vue de Siout, Haute-Égypte.
- Macclesfield, West Park Museum : Les Bords du Nil.
- Sheffield,  Sheffield Galleries and Museums Trust (en) : Le Ferrage à la forge.

Russie
- Saint-Pétersbourg, musée de l'Ermitage : Vue de la Ville de Constantine.

Œuvres de Charles-Théodore Frère
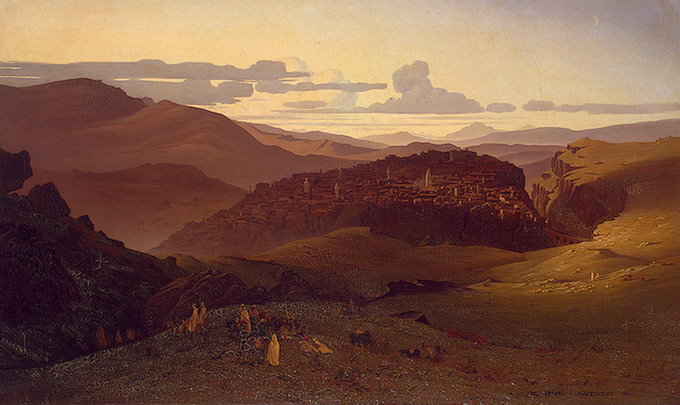
Vue de la Ville de Constantine (1841), Saint-Pétersbourg, musée de l'Ermitage.
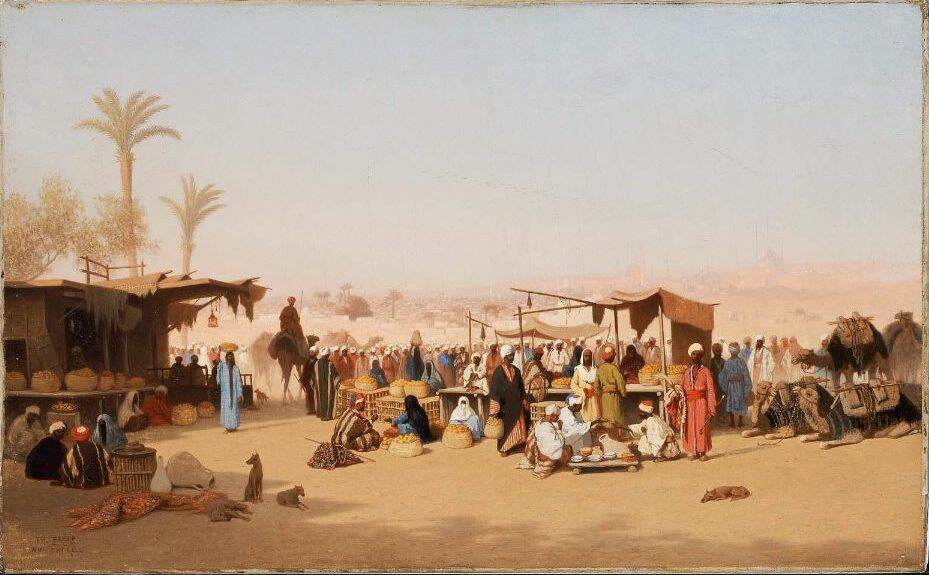
Scène de marché au Caire (1864), musée des Beaux-Arts de Boston.
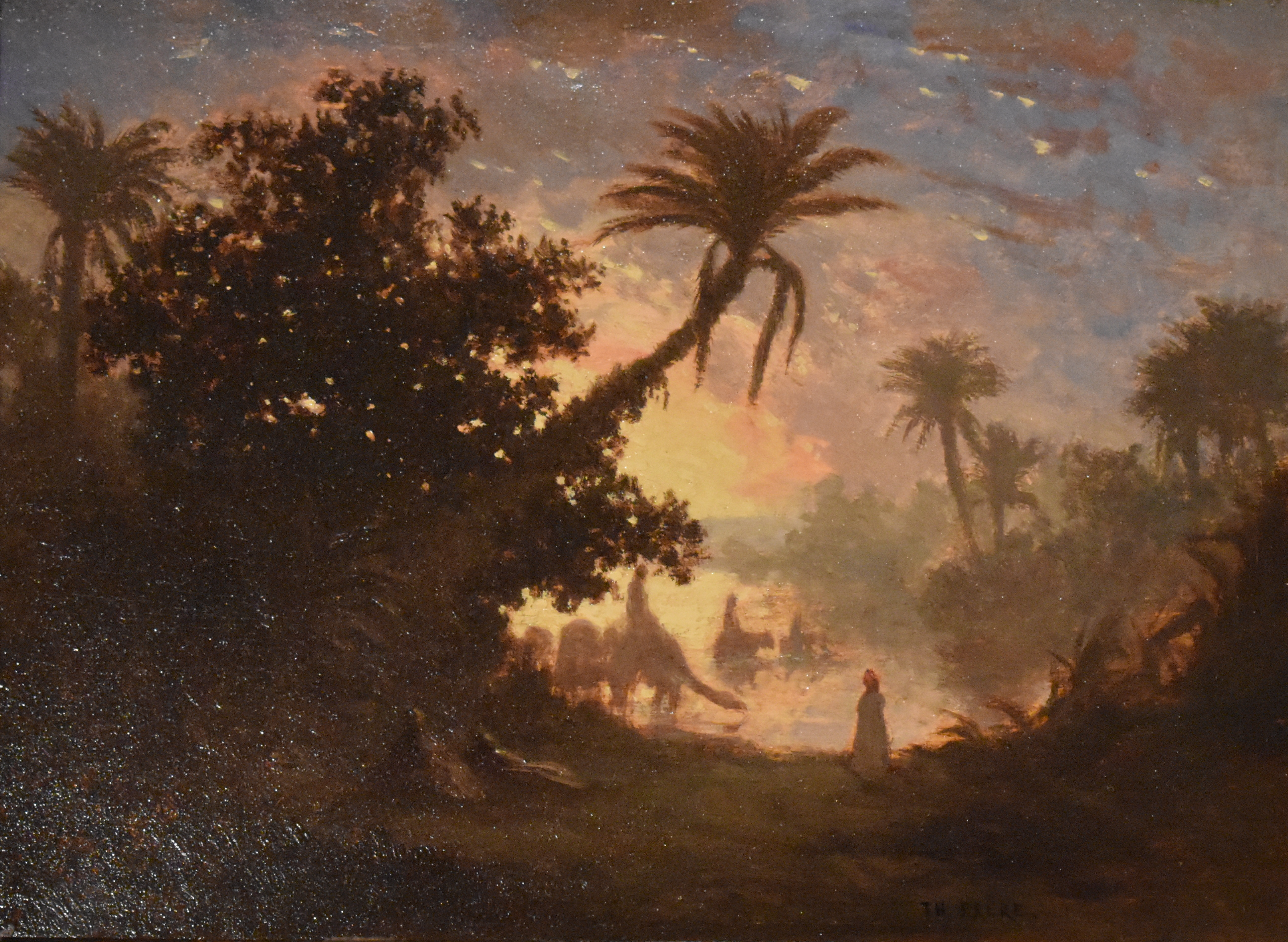
Chameaux le soir dans la clairière, musée d'Art et d'Histoire de Narbonne.
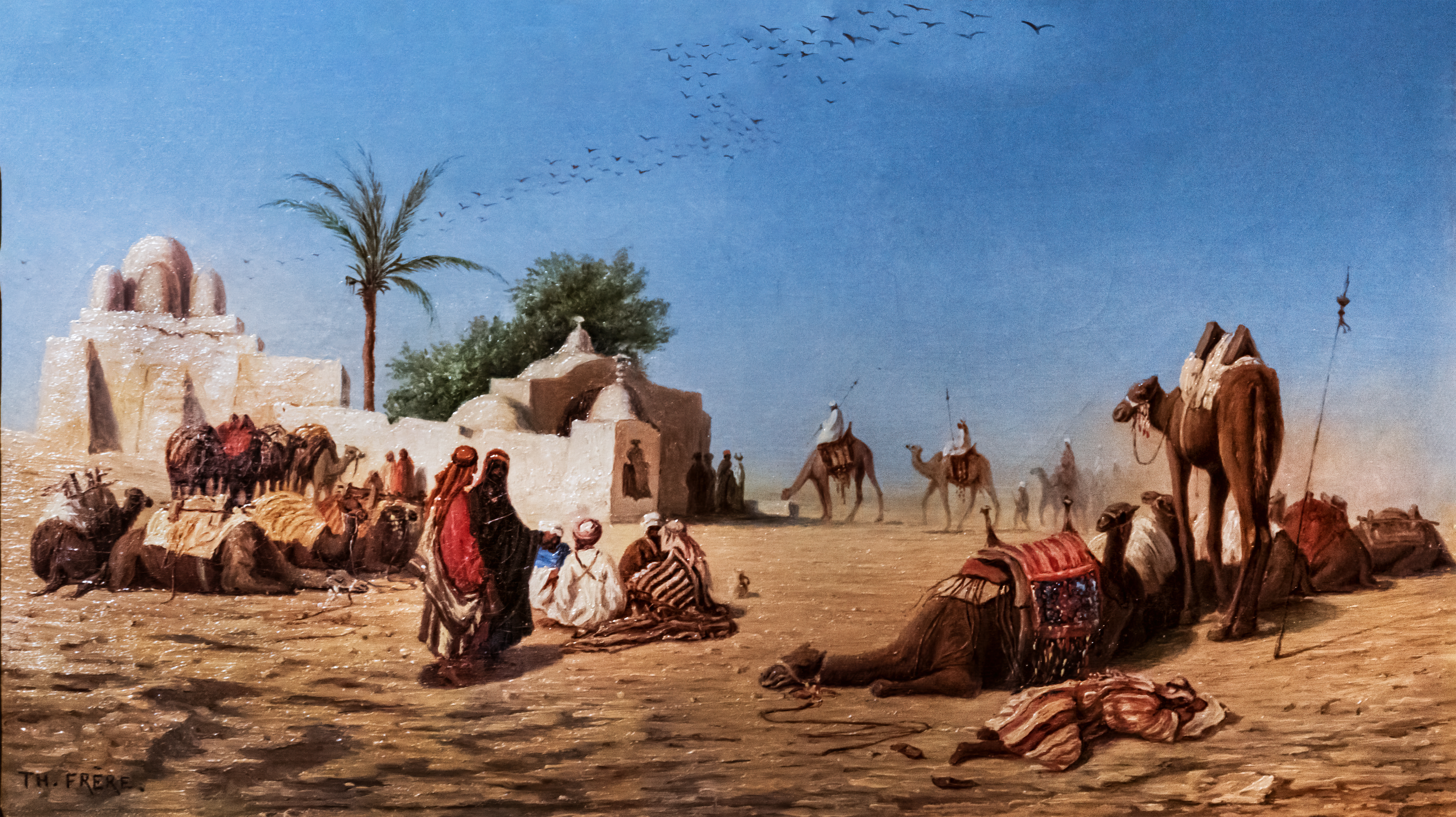
La Halte des chameliers au caravansérail, musée d'Art et d'Histoire de Narbonne.
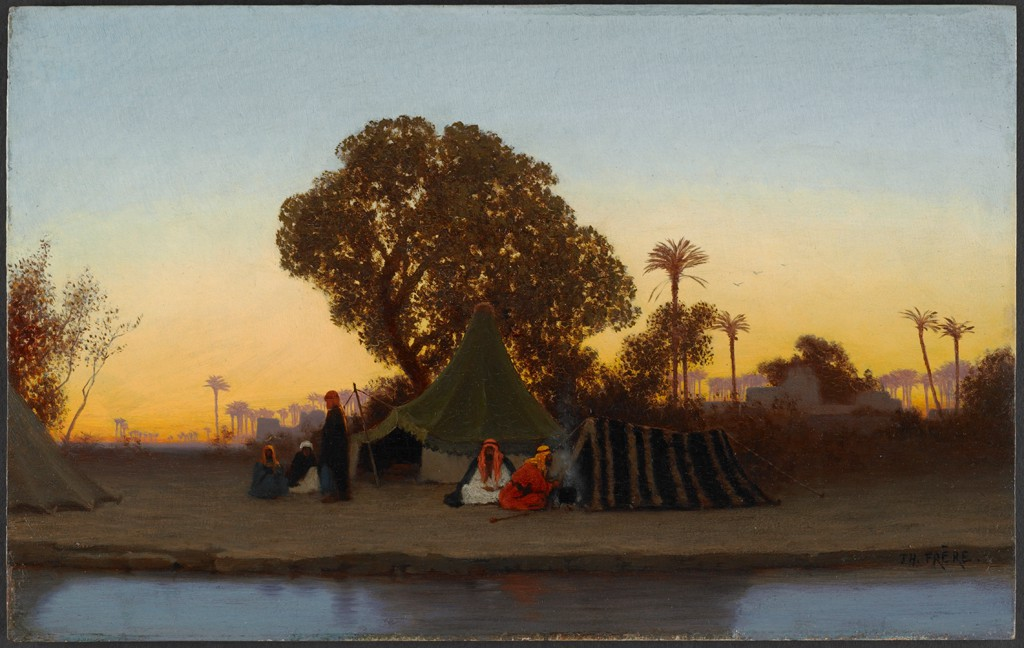
Campement arabe au crépuscule, Cambridge, Fogg Art Museum.
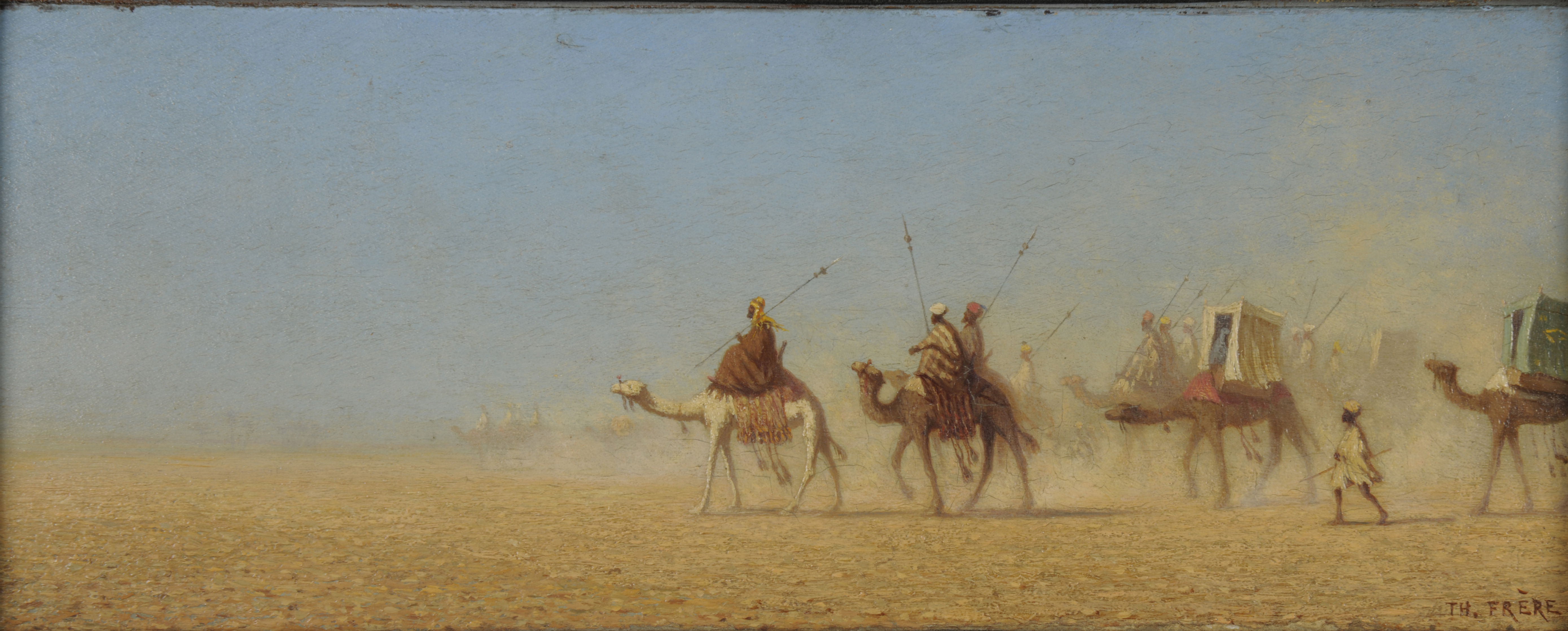
Caravane traversant le désert, Musée des Beaux-Arts de Reims
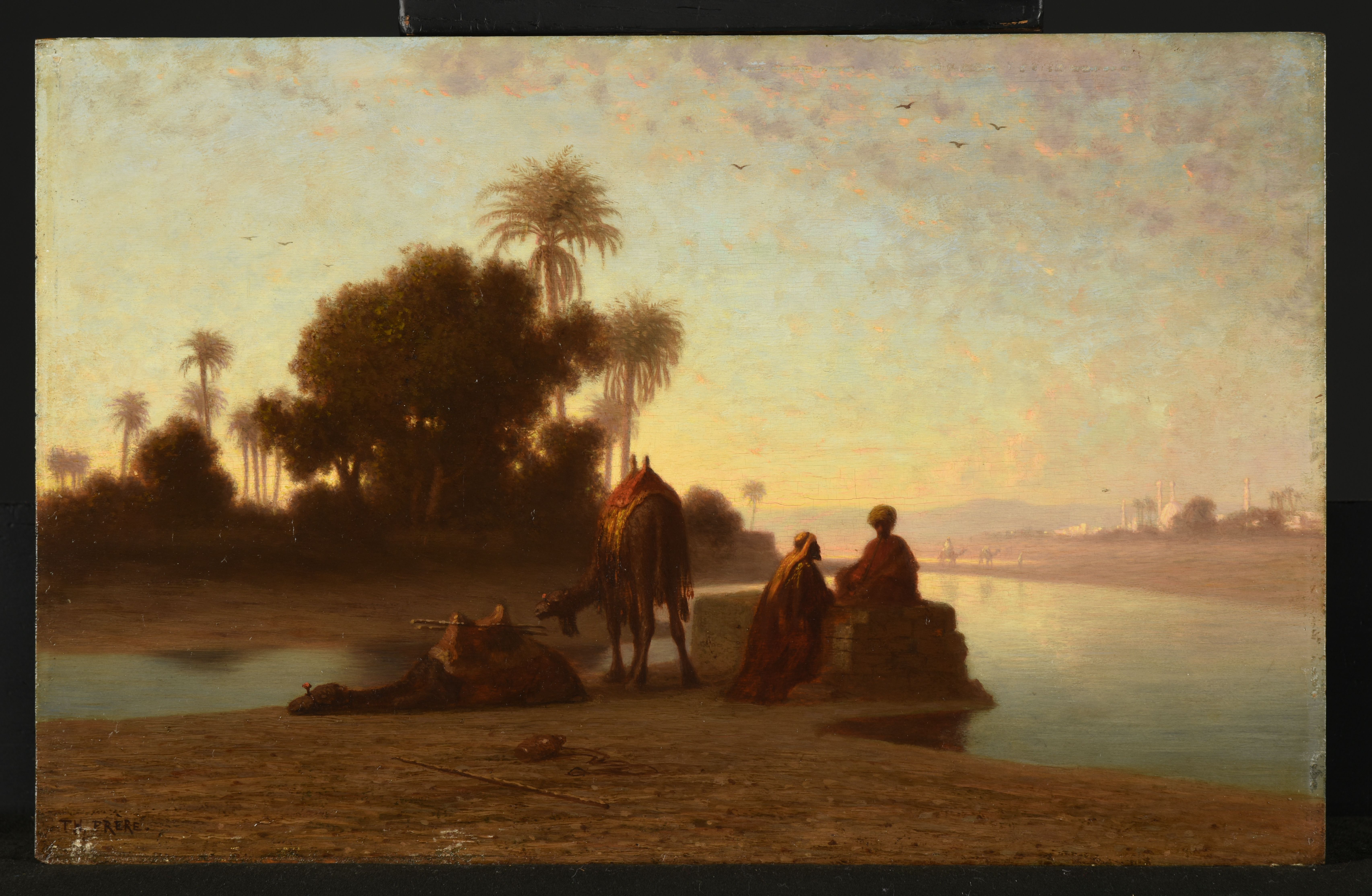
Arabes au repos, Musée des Beaux-Arts de Reims

## Salons et expositions
- 1834 : Vue des environs de Strasbourg ; La Place de l'Esbekieh.
- 1841 : deux toiles achetées par le roi Louis-Philippe.
- 1848 : une médaille de deuxième classe.
- 1865 : Café de Galata à Constantinople, médaille de 1re classe ; L’Ile de Philae - Nubie, prime de 1re classe.
- 1869 : Le Simoun, ruines de Palmyre.
- 1877 : Coucher de soleil aux bords du Nil (cat. n°|872).
- 1879 : Béni-Souef, Égypte ; Au Caire.
- 1880 : Caravane de la Mecque au Caire ; Rue Cophte.
- 1881 : Jérusalem vue de la vallée de Jéhosafat.
- 1882 : Le Simoun, Sphynx et Pyramides de Khéops ; Le Matin, environs du Caire.
- 1883 : Le Sphinx et Pyramide, Simoun de Khéops ; Le Nil, le soir.
- 1884 : Le Nil à Nagadi, le matin, Haute-Égypte.
- 1885 : Inondation du Nil au crépuscule ; Pyramide et plaine de Gizeh.
- 1887 : Vue du Caire par Bab-el-Nasrh.
- 1888 : Désert de Siout, Haute-Égypte ; Le Nil à Mahassarah, Haute-Égypte.
- Expositions universelles de 1855, 1867 et 1878.